# Wilhelmsburg (Meklemburgia-Pomorze Przednie)
Wilhelmsburg – miejscowość i gmina w Niemczech, wchodząca w skład związku gmin Torgelow-Ferdinandshof w powiecie Vorpommern-Greifswald, w kraju związkowym Meklemburgia-Pomorze Przednie.